# Жінки в бейсболі

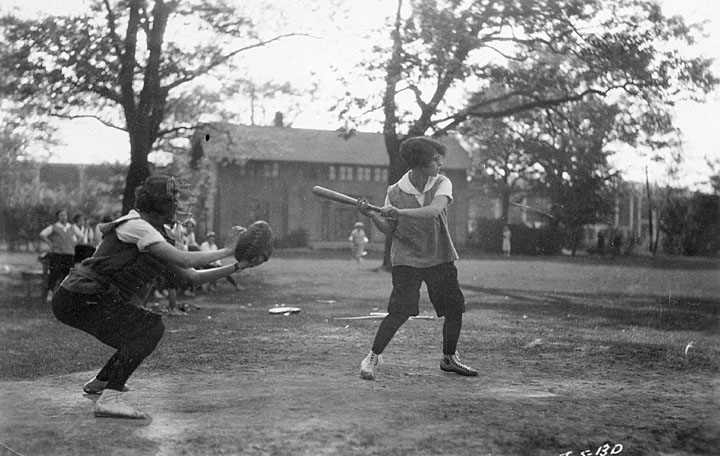
Бейсболістки в університеті Вісконсін-Медісон у 1928 році

Жінки мають довгу історію в американському бейсболі, і протягом багатьох років існувало багато жіночих команд. У бейсбол грали в жіночих коледжах Нью-Йорка та Нової Англії ще в середині ХІХ століття; команди були сформовані в коледжах Вассар, коледжах Сміта, коледжах Веллслі та коледжах Маунт-Голіок. Афроамериканська жіноча команда «Філадельфія Доллі Варденс» була створена в 1867 році.
Існувало кілька жіночих команд з барнштурму, і жінки грали разом з гравцями вищої ліги в виставкових матчах. 2 квітня 1931 року 17-річна Джекі Мітчелл (спочатку відома як «Вірна Беатріс Мітчелл Гілберт») з команди «Чаттануга Лукаутс» перемогла чоловіків Бейба Рут і Лу Геріга в показовій грі. У результаті бейсбольна комісарка Кенесо Маунтін Лендіс анулювала свій контракт. 24 квітня 1935 року першою дівчиною, яка зіграла в бейсбольній команді середніх хлопчачих університетів, була Неллі Твардзік. З 1935 по 1937 рік Твардзік почала працювати на першій базі індіанців середньої школи Бартлетт у Вебстері, штат Массачусетс. Її лист із середньої школи та рукавичка представлені на виставці «Діамантові мрії», присвяченій жінкам у бейсболі, у Національному бейсбольному залі слави в Куперстауні, Нью-Йорк. У 1946 році колишня гравчиня Едіт Хоутон стала першою жінкою, яка працювала незалежним скаутом у Вищій бейсбольній лізі, коли її найняла Філадельфія Філліз із Національної ліги. У 1989 році Гейл Гарднер з NBC стала першою жінкою, яка регулярно вела ігри Вищої бейсбольної ліги для великої телевізійної мережі. У 2015 році Джессіка Мендоза стала першою жінкою-аналітиком гри Вищої бейсбольної ліги в історії ESPN, а Маргарет Донаг'ю (1892—1978) була першою жінкою-керівницею головного офісу Вищої ліги бейсболу, яка не є власником, починаючи як стенографістка для Chicago Cubs у 1919 році, перш ніж стати корпоративною секретаркою команди в 1926 році та віцепрезидентом команди та виконавчою секретаркою до того, як вона пішла на пенсію в 1958 році.
Еффа Менлі, єдина жінка-член Національної бейсбольної зали слави (прийнята в 2006 році), була співвласницею бейсбольної франшизи Newark Eagles у чорних лігах з 1935 по 1948 рік.

## Рання історія
Є деякі докази того, що жінки грали в бейс бол (як це тоді це називали) ще в 1860-х, але для молодих жінок вважалося ненормальним грати у те, що вважалося чоловічим видом спорту. Насправді до початку 1890-х, коли Америку охопило захоплення велосипедами, жінкам, які хотіли трохи потренуватися на свіжому повітрі, зазвичай відмовляли в цьому. Але наприкінці 1890-х були організовані спроби створення виключно жіночих бейсбольних команд, деякі з них мали успіх. Одним із найуспішніших став бейсбольний клуб Boston Bloomer Girls; вони отримали назву від зручних штанів, які деякі спортивні молоді жінки почали носити замість довгої спідниці. Молодих жінок, які йшли всупереч традиційним нормам моди і вибирали шаровари, часто називали «дівчатами-красунями». У той час як в деяких містах місцева влада заборонила жіночі бейсбольні команди, в тому числі «Дівчат Блумер», в інших містах клуб вітали цікаві вболівальники, які ніколи не бачили гравчинь у м'яч.
The Bloomer Girls гастролювали США у 1897 році; преса називала їх «чемпіонським жіночим клубом світу», хоча це, можливо, була маркетингова гіпербола, враховуючи, що команда часто здавалася недосвідченою та грала не дуже добре. Однією з постійних видатних гравчинь «Блумерс» була пітчер Мод Нельсон, талант якої хвалили репортери; але її товаришки по команді, здавалося, не володіли таким блиском чи майстерністю. Набувши більше досвіду, вони почали грати з більшою впевненістю. Хоча клуб все ще вважався новинкою, він часто збирав великі натовпи вдячних уболівальників, багато з яких приходили, щоб побачити Мод Нельсон та її м'яч. Бостон Блумерс все ще гастролював і грав у бейсбол на початку 1900-х; до 1907—1908 рр. їхня команда також включала кількох гравців-чоловіків, але більшість команди продовжували складати жінки.

## 1920-ті –дотепер
Хоча такі жіночі команди, як «Блумерс», завжди вважалися новинкою, проте на початку 1920-х було кілька гравчинь, які привертали увагу на аматорському та напівпрофесійному рівнях і вважалися достатньо талановитими, щоб грати в чоловічих командах. 
Мабуть, найвідомішою молодою жінкою, яка грала в бейсбол на початку 1920-х, була Ліззі Мерфі з Род-Айленда. Вона грала за команду Providence (RI) Independents з перших баз, репортери хвалили її за її майстерність на полі. Спортивні журналісти казали, що вона була такою ж талановитою, як і гравець, і зазначали, що їй платили 300 доларів на тиждень, більше, ніж отримували багато гравців нижчої ліги 1920-х років. Мерфі, яка почала грати в бейсбол, коли їй було лише 10 років, мріяла стати гравчинею вищої ліги, однак їй не вдалося досягти цієї мети. Вона зробила довгу кар'єру в напівпрофесійних лігах, очолюючи гастрольну команду, яка грала по всьому сходу США. Згідно з газетними звітами, у неї з'явилися вірні прихильники з численними фанатами, які приходили дивитися на гру її та її команди. Бейсбольна кар'єра Ліззі Мерфі тривала з 1918 по 1935 рік і включала один показовий благодійний матч, у якому вона була частиною команди всіх зірок, яка грала проти «Бостон Ред Сокс».
Хоча Мерфі була, мабуть, найвідомішою жінкою, яка грала за виключно чоловічу команду в 1920-х, була принаймні ще одна спортсменка, чиї здібності включали гру в бейсбол. Бетті Шенкель з Філадельфії не тільки грала в бейсбол з хлопцями в середній школі, але й, як кажуть, добре вміла займатися іншими видами спорту, зокрема баскетболом, футболом і їздою на велосипеді.

### 1980–1990-ті
У 1988 році Джулі Крото була визнана першою жінкою, яка зіграла в чоловічий бейсбол NCAA.
Починаючи з 1989 року і продовжуючи до липня 2021, Джанет Марі Сміт керувала кількома проєктами стадіонів MLB для Baltimore Orioles, Atlanta Braves, Boston Red Sox і Los Angeles Dodgers. Сміт керувала дизайном парку Іволга в Балтіморі в Камден-Ярдс, який ознаменував нову еру парків MLB. Camden Yards був першим із «ретро-майданчиків» і був унікальним тим, що вшановував багато якостей футбольних майданчиків класичної епохи, таких як Fenway Park і Wrigley Field, але також включав сучасні елементи та будівельні техніки для покращення загального враження від уболівальників, а також погляди. Робота Сміт над дизайном та реконструкцією бейсбольних стадіонів вищої ліги вплинула на дизайн бейсбольного стадіону з 1992 року. «Кожне бейсбольне поле, побудоване з моменту відкриття Оріол Парку, певною мірою зобов'язане своїм дизайном цьому парку». Оріол Парк став відомий як «Балтіморський бейсбол, який змінив бейсбол». Джанет Марі Сміт залишила «відбитки пальців по всьому бейсболу». На драфті MLB 1993 року «Чикаго Вайт Сокс» задрафтував лівшу пітчерку Кері Шулер у 43-му раунді. Вона була першою жінкою, яку коли-небудь задрафтувала команда Вищої бейсбольної ліги.
У 1994 році була заснована жіноча професійна бейсбольна команда "Колорадо Сілвер Буллетс", в якій гравчині штурмували всю країну, граючи за чоловічі професійні та напівпрофесійні команди. Вони виграли 6 із 40 ігор у своєму першому сезоні, підвищившись до останнього виграшного сезону з 23–22 в останній рік, 1997. Крото грала за «Колорадо Сілвер Буллетс» у першому сезоні. Після одного сезону вона та її партнерка по команді Лі Енн Кетчам приєдналися до команди «Мауї Стінгрейз» з Гавайської зимової бейсбольної ліги, ставши першими жінками, які зіграли в лізі Вищої бейсбольної ліги. У 1995 році Іла Бордерс стала першою жінкою, яка вийшла на позицію пітчера в чоловічому університетському бейсбольному матчі.

### 2000-ті
У 2008 році Ері Йошіда у віці 16 років стала першою в Японії професійною жінкою-бейсболісткою, яка зіграла в чоловічій лізі, підписавши професійний контракт з новою японською незалежною лігою. У квітні 2010 року вона підписала контракт з Chico Outlaws, ставши першою жінкою, яка грала професійно в двох країнах.
У 2008 році Меймі «Арахіс» Джонсон була задрафтована (у віці 72 років) командою Washington Nationals на спеціальному почесному драфті чорних ліг, який передував драфту Вищої бейсбольної ліги 2008 року. Це стало першим випадком, коли жінку взяли на щорічний драфт нових гравців MLB. У 2009 році Джастін Сігал стала першою жінкою-тренеркою чоловічої професійної бейсбольної команди. У 2011 році вона була першою жінкою, яка провела тренування з битою для команди MLB, Cleveland Indians на весняному тренуванні. Вона також перекинула BP в «Окленд Атлетикс», «Тампа-Бей Рейс», «Сент-Луїс Кардіналс», «Х'юстон Астрос» і «Нью-Йорк Метс». У 2015 році Сігал стала запрошеною інструкторкою Oakland Athletics для їх клубу Instructional League Club, таким чином вона стала першою жінкою-тренеркою в історії вищої бейсбольної ліги.
Один день у травні 2016 року Дженні Фінч була запрошеною менеджеркою «Бріджпорт Блуфіш» з Атлантичної ліги, ставши першою жінкою, яка очолила професійну бейсбольну команду. Того дня команда зіграла і виграла одну гру.
У 2016 році Sonoma Stompers з Тихоокеанської асоціації, незалежної бейсбольної ліги, підписали Келсі Вітмор і Стейсі Піаньо; вони стали першими товаришками по команді в професійному бейсболі з 1950-х років у чорних лігах. Під час гри 2016 року Вітмор виступила проти Анні Кімбрелл, сформувавши першу жіночу групу з часів Всеамериканської професійної бейсбольної ліги для дівчат.
У січні 2021 року «Бостон Ред Сокс» найняв Б'янку Сміт на посаду тренерки нижчої ліги. Після найму Сміт стала першою чорношкірою жінкою, яка стала тренеркою у професійному бейсболі.
11 січня 2022 року Yankees оголосили, що Рейчел Балковец керуватиме Low-A Tampa Tarpons у 2022 році, що зробить її першою жінкою, яка керуватиме афілійованим бейсболом.
У 2022 році Келсі Вітмор підписала контракт із командою Стейтен-Айленд Феррі Хоукс з Атлантичної ліги та розпочала гру за них у лівому полі; це зробило її першою жінкою, яка розпочала гру Атлантичної ліги професійного бейсболу. Пізніше того ж року вона стала першою жінкою, яка виступила на подачі в грі Атлантичної ліги, коли вперше виступила на подачі за Стейтен-Айленд; увійшовши в гру із завантаженими базами та двома аутами, вона вигнала Раяна Джексона, колишнього гравця вищої ліги, на вильоті, щоб завершити інінг.

## Бейсбольні коментаторки
У 1989 році Гейл Гарднер з NBC стала першою жінкою, яка регулярно вела ігри Вищої бейсбольної ліги для великої телевізійної мережі. У 1990 році Леслі Віссер з CBS Sports стала першою жінкою, яка висвітлювала Світову серію, працюючи їхньою провідною репортеркою. На додаток до роботи на Світовій серії з 1990 по 1993 рік для CBS, Віссер висвітлювала Світову серію 1995 року для ABC Sports через The Baseball Network.
3 серпня 1993 року Гейл Гарднер стала першою жінкою, яка знялася на телебаченні в іграх Головної бейсбольної ліги. Це були Колорадо Скелясті гори проти Цинциннаті Редс на KWGN-TV у Денвері. У тому ж 1993 році Андреа Джойс з CBS стала першою жінкою, яка веде телевізійну трансляцію World Series. Джойс разом із Петом О'Брайеном була ведучою цієї конкретної Всесвітньої серії.
У 1995 році Ганна Сторм з NBC стала не лише першою жінкою, яка була ведучою гри World Series, а й першою жінкою, яка головувала на презентації World Series Trophy. У 2009 році телеведуча «Нью-Йорк Янкіз» Сюзін Волдман стала першою жінкою, яка працювала над грою Світової серії з телевізійної кабінки.
2 липня 2015 року Дженні Кевнар стала першою жінкою, яка проводила аналіз серії ігор Національної ліги в радіостанції, заповнюючи KOA матчу «Колорадо Рокіз» проти «Арізона Даймондбекс». 23 квітня 2018 року Кавнар також стала додатковим голосом команди Colorado Rockies, коли вийшла в кабінку, щоб викликати San Diego Padres у Colorado Rockies.
24 серпня 2015 року Джессіка Мендоза стала першою жінкою-аналітиком гри Вищої бейсбольної ліги в історії ESPN під час гри між «Сент-Луїс Кардіналс» і «Арізона Даймондбекс». 6 жовтня Джон Крук, Ден Шульман і Джессіка Мендоза скликали Wild Card Game 2015 Американської ліги, і таким чином Мендоза стала першою жінкою-аналітиком в історії післясезонного сезону MLB. У жовтні 2020 року Мендоза стала першою жінкою-аналітиком World Series на будь-якій національній платформі мовлення; вона була на радіоплатформі ESPN.
20 липня 2021 року MLB провела першу в історії трансляцію матчу між командами «Балтімор Оріолс» і «Тампа Бей Рейс», у якій брали участь лише жінки. Гру назвали Мелані Ньюман, авторка MLB.com Сара Ленгс і Аланна Ріццо. Гайді Вотні та Лорен Гарднер вели шоу перед і після гри. Пряма трансляція гри велася на YouTube. ESPN планувала зробити те саме 29 вересня 2021 року, коли Ньюман і Мендоза призначать матч між Сан-Дієго Падрес і Лос-Анджелес Доджерс.

## Судді
Є докази того, що принаймні одна жінка, Аманда Клемент, судила напівпрофесійні ігри ще в 1905 році. «Менді», як її називали, виросла біля футбольного поля в її рідному місті Гадсон, штат Південна Дакота, де її познайомив з бейсболом її брат Генрі. Клемент почала займатися суддівством студенткою Янктонського коледжу і здобула популярність по всій країні завдяки своєму знанню бейсболу та точності суддівства в іграх. Їй платили від 10 до 15 доларів за гру, що допомогло їй оплатити навчання. Вона судила ігри в Північній Дакоті, Айові, Міннесоті, Небрасці та Південній Дакоті принаймні до 1909 року, а пізніше стала інструкторкою з фізичного виховання для жіночих команд середньої школи та коледжу. Вона все ще час від часу судила напівпрофесійну гру в Південній Дакоті навіть у 1910-х роках.
На початку 1920-х років було ще кілька жінок-суддів. Діана Ернест з Толедо, штат Огайо, судила напівпрофесійні ігри в цьому районі, а також керувала тамтешньою командою міської ліги. Ніна Белль Герст, мешканка Сотелла, Каліфорнія, була суддею в Асоціації бейсбольних менеджерів Південної Каліфорнії. Під час Другої світової війни також були жінки, які виступали суддями, деяких преса жартома називала «WUMPS» (жінки-судді). Серед них була Лоррейн Гайніш з Кеноші, Вісконсин, яка судила напівпрофесійні ігри в 1943 році, включно з чемпіонською грою у Вічіті, штат Канзас.
Першою жінкою, яка судила професійну гру, була Берніс Гера. Колишня тренерка Малої ліги та пристрасна шанувальниця бейсболу, вона вступила до школи суддів у 1967 році (перша жінка, яка відвідувала бейсбольну школу Форт-Лодердейла). Після тривалої судової боротьби з вищою бейсбольною лігою вона нарешті здобула право бути суддею. Її перша професійна гра була в нижчих лігах у червні 1972 року — гра між «Оберн Філліс» і «Женева Рейнджерс» у Нью-Йорк-Пенн Лізі, але після кількох суперечливих дзвінків вона вирішила піти у відставку й більше ніколи не судила професійну гру.
У 1988 році Пем Постема стала першою жінкою-суддею, яка обслуговувала весняний тренувальний матч Вищої ліги бейсболу, і останньою до Ріа Кортесіо в 2007 році.

## Керівниці команд
Першою жінкою, яка володіла бейсбольною командою, була Гелен Гетевей Бріттон, яка володіла бейсбольною командою Національної ліги St. Louis Cardinals з 1911 по 1916 рік. Маргарет Донаг'ю була першою жінкою-керівницею головного офісу у Вищій лізі бейсболу, яка не була власницею. Вона працювала в «Чикаго Кабс» з 1919 по 1958 рік і запровадила такі маркетингові концепції, як абонемент і знижка для дітей до 12 років, які все ще використовувалися в 2000-х. Відтоді багато жінок займали керівні посади в бізнесі та фінансах Вищої ліги бейсболу. Тим не менш, було не так багато жінок, які стали гравчинями, хоча є жінки, які були найняті генеральними менеджерками (GM) для філій нижчої ліги. Однак ці посади не відповідають за переміщення персоналу гравців, оскільки маневри в реєстрі здійснюються персоналом фронт-офісу головної команди вищої ліги-філії нижчої ліги.
Однією жінкою, яка займає посаду в кадровому складі Вищої ліги, є Кім Нґ. Спочатку вона працювала в Chicago White Sox, де успішно представила арбітражну справу. Після роботи в Американській лізі директоркою з відмов і записів, вона була прийнята на посаду помічниці генерального директора в «Нью-Йорк Янкіз». Коли вона залишила Yankees у 2001 році на ту саму посаду з Los Angeles Dodgers, Yankees найняли іншу жінку, Джин Афтерман. Афтерман все ще обіймала посаду станом на липень 2015 року. Пізніше Кім Нґ перейшла на роботу у Вищу лігу бейсболу на посаду старшої віцепрезидента з бейсбольних операцій. У 2020 році вона найнята в «Маямі Марлінз» як перша жінка та перша американка азійського походження, яка обіймала посаду генерального менеджера команди MLB.

## Тренерки
Декілька жінок вперше стали бейсбольними тренерками, зокрема:
- Жюлі Крото
  - 1993: Крото стає першою жінкою, яка тренує чоловічу бейсбольну команду NCAA
  - 2004: Крото було обрано третьою основною тренеркою жіночої національної збірної США, яка завоювала золоту медаль на Чемпіонаті світу з бейсболу серед жінок 2004 року в Едмонтоні.
  - 2006: Крото отримала підвищення до менеджерки жіночої національної збірної, яка виграла чемпіонат світу серед жінок у Тайвані. Вона стала першою жінкою, яка керувала жіночою бейсбольною командою, яка завоювала золоту медаль на будь-якому міжнародному змаганні з бейсболу.
- Рейчел Балковец
  - 2019: Балковец стала першою жінкою, яку найняли тренеркою з ударів у команді Вищої бейсбольної ліги.[75]
  - У 2022 році Yankees оголосили, що Балковец керуватиме Low-A Tampa Tarpons у 2022 році, що зробить її першою жінкою, яка керуватиме афілійованим бейсболом.[48]
- Алісса Наккен
  - 2020: Наккен стала першою штатною жінкою-тренеркою в історії Вищої ліги бейсболу та першою, хто тренував на полі під час передсезонної гри вищої ліги.[76][77]
  - 2022: 12 квітня 2022 року Наккен стала першою жінкою, яка тренувала на полі у грі вищої ліги регулярного сезону, коли Джайентс замінили Наккен у грі як першу тренерку основи після того, як Антоана Річардсона було вилучено під час верхньої частини третього інінгу у грі проти Сан-Дієго Падрес.[78]
- Бьянка Сміт
  - 2021: Сміт була найнята Бостон Ред Сокс тренеркою нижчої ліги, що зробило її першою афроамериканкою, яка працювала тренером у професійній бейсбольній організації.[79][80]